# Lesmesodon
Lesmesodon ist eine ausgestorbene Gattung aus der Ordnung der Hyaenodonta, fleischfressenden Säugetieren, die mit den Raubtieren (Carnivora) näher verwandt sind. Es lebte im Mittleren Eozän vor rund 47 Millionen Jahren. Wichtige Funde stammen aus der Grube Messel bei Darmstadt, weitere Reste wurden aus dem nördlichen Frankreich bekannt. Während das französische Fundmaterial zumeist Zähne und Kieferreste beinhaltet, ist die Gattung in Messel über mehrere, teils vollständige Skelettfunde von Jungtieren nebst einigen fast ausgewachsenen Tieren bekannt, vollständig ausgewachsene Individuen sind nicht überliefert. Diese stellen eher kleine Vertreter der Hyaenodonta dar, die aufgrund des Körperbaus an eine bodenbewohnende Lebensweise angepasst waren. Es sind drei Arten anerkannt, die Gattung wurde im Jahr 1999 wissenschaftlich eingeführt.

## Beschreibung
Lesmesodon ist ein kleiner bis mittelgroßer Vertreter der Hyaenodonta, der aber bisher nur von Jungtieren und beinahe erwachsenen Individuen mit gerade vollständig ausgebildetem Dauergebiss zweier unterschiedlicher Arten bekannt ist. Subadulte Vertreter der kleineren Form erreichten eine Kopf-Rumpf-Länge von 20 bis 25 cm, der größeren bis zu 45 cm. Hinzu kam ein langer Schwanz, der etwa die Länge des Rumpfes erreichte. Das Körpergewicht variierte zwischen 300 g für kleinere und rund 1,5 kg für größere Vertreter. Die Gattung erreichte also die Größe einer heutigen Zwergmanguste oder eines Fanalokas. Das Gewicht könnte im Vergleich zu heutigen Raubtieren auch etwas höher ausfallen, da die Hyaonodonta abweichende Körperproportionen besaßen. Typisch für Hyaenodonta waren der große Kopf und die kürzeren Gliedmaßen. Der Schädel der kleineren Form maß bis zu 6,9 cm in der Länge, an den eher spangenförmig gestalteten Jochbögen betrug die Breite bis zu 3,8 cm. Das Nasenbein war schlank und streckte sich nach hinten bis auf die Höhe des zweiten Molars. Zwischen dem mit dem Nasenbein verbundenen Oberkiefer und dem Mittelkieferknochen befand sich eine kleine Aussparung, die den unteren Eckzahn aufnahm. Das Augenfenster lag oberhalb des ersten Molars, der vordere Rand wurde durch das Tränenbein gebildet. Das vorgelagerte Foramen infraorbitale öffnete sich an den Wurzeln des letzten Prämolaren. An der Kontaktnaht des paarigen Scheitelbeins war ein kleiner Scheitelkamm ausgebildet.
Der Unterkiefer war schlank und gerade und unterhalb des letzten Prämolaren gut 0,5 cm hoch, die Gelenkenden erreichten etwa die vierfache Höhe. Das Gebiss zeigte mit drei Schneidezähnen, einem Eckzahn, drei Prämolaren und drei Molaren je Kieferast eine gegenüber den frühen Höheren Säugetieren kaum reduzierte Zahnanzahl, die Zahnformel lautete demzufolge: {\displaystyle {\frac {3.1.3.3}{3.1.3.3}}}. Ob der vorderste Prämolar tatsächlich bereits zurückgebildet war oder aber besonders früh ausfiel oder sehr spät durchbrach ist noch nicht abschließend geklärt. Die Schneidezähne wiesen eine kleine, stiftartige Form auf und waren teilweise vorne und hinten abgeplattet, nur der obere dritte war deutlich vergrößert. Die Eckzähne erschienen groß und sichelartig gekrümmt, der obere übertraf den unteren an Größe. Zum hinteren Gebiss bestand ein kurzes, 2 bis 3 mm langes Diastema. Die Kauoberflächen der Prämolaren und Molaren kennzeichneten spitze Zahnschmelzhöcker. Die Prämolaren waren lang und schmal und standen nicht in einer geschlossenen Reihe. Die größten Zähne waren der zweite und dritte Molar mit jeweils rund 0,5 cm Länge, die als Hauptbrechschere im Gebiss wirkten. Die Länge der unteren Zahnreihe vom Eckzahn bis zum letzten Molar betrug etwa 3,3 cm.
Das Körperskelett ist durch mehrere Fossilfunde belegt. Die Wirbelsäule bestand aus 7 Hals-, 13 bis 14 Brust-, 7 Lenden-, einer unbekannten Anzahl an Kreuzbein- und 27 Schwanzwirbeln. Die an den Brustwirbeln ansetzenden Rippen waren seitlich flach und insgesamt nur mäßig gebogen. Die großen vordersten Schwanzwirbel charakterisierten kräftige Dorn- und Querfortsätze, nach hinten wurden die Wirbel immer kleiner und schlanker. Die Gliedmaßen waren relativ kurz. Der Oberarmknochen erreichte bei kleineren Lesmesodon-Formen 3,4 bis 4,2 cm Länge und besaß eine kräftig gestreckte Gestalt. Elle und Speiche waren nicht miteinander verwachsen, an der 2,7 cm langen Elle befand sich ein relativ ausgedehntes oberes Gelenk (Olecranon) mit nach vorn gerichteter Lage. Am Schaft des Oberschenkelknochens war ein dritter Trochanter als Muskelansatzstelle ausgebildet. Der gesamte Knochen maß bis zu 4,2 cm und war somit länger als das Schienbein mit 3,3 cm. Vorder- und Hinterbeine endeten in jeweils fünf Strahlen mit einem massiv ausgebildeten Mittelstrahl (III). Die Außenstrahlen (I und V) waren dagegen am kürzesten. Der Hinterfuß übertraf den Vorderfuß um ein Drittel an Länge. So wies der Metacarpus III bei den kleineren Vertretern 1,2, der Metatarsus 1,8 cm Länge auf. Die Endglieder der Zehen hatten in der Seitenansicht eine leicht gebogene Form und besaßen am vorderen Ende kleine Einschnitte, die angeben, dass die Krallen etwas einziehbar waren.

## Fossilfunde

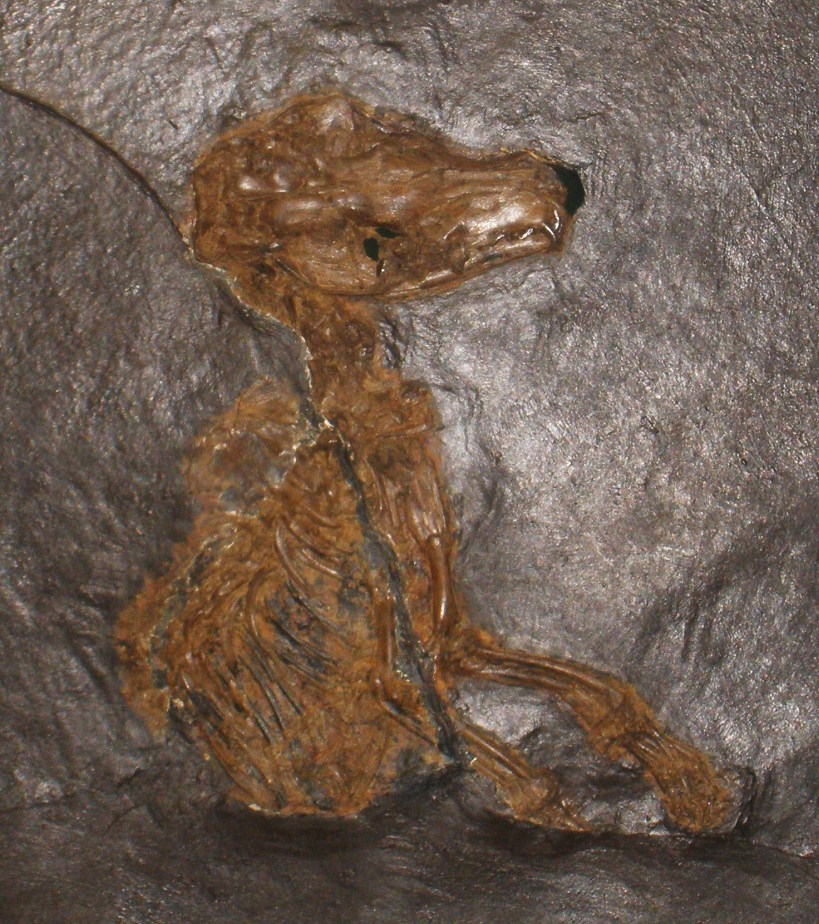
Skelett von Lesmesodon

Die bedeutendsten Funde von Lesmesodon sind bisher aus der Grube Messel bei Darmstadt bekannt, die in das Mittlere Eozän vor rund 47 Millionen Jahren datiert wird (unterstes Lutetium). Dabei wurden knapp ein halbes Dutzend Individuen entdeckt. Darunter befinden sich neben einem Schädel mit Teilen des Körperskelettes und einigen isolierten Zähnen auch ein Teilskelett und ein nahezu vollständiges in seitlicher Lage mit sehr gut erhaltener Nachzeichnung des Weichteilgewebes, vor allem am Schwanz und im hinteren Körperbereich. Alle diese Funde sind bisher nicht ausgewachsenen (juvenilen) Individuen zuzuweisen. Weitere Fossilreste erhielten bisher noch keine ausführliche Beschreibung, so unter anderem ein sub-adultes Individuum, das als einziges bisher nicht das Jugendstadium der Tiere repräsentiert. Weiteres Material kam in Prémontré im nördlichen Frankreich zu Tage. Es setzt sich aus zahlreichen Kieferresten und isolierten Zähnen zusammen. Zeitlich ist es etwas älter als das Messeler Fundgut und gehört noch dem obersten Ypresium an. Gleichalt dürfte ein einzelner unterer Mahlzahn aus Cuis, ebenfalls nördliches Frankreich, sein.

## Paläobiologie
Allgemein zeichneten sich die Hyaenodonta gegenüber den heutigen Raubtieren (Carnivora) durch einen großen Kopf und kürzere Gliedmaßen aus. An einigen der Messeler Funde ließ sich noch das Weichteilgewebe nachweisen, das allerdings nicht selbst erhalten, sondern durch Bakterien nachgezeichnet ist (Bacteriographie). Vor allem der hintere Körperteil und der Schwanz sind so dokumentiert. So war der Schwanz wohl besonders buschig gebaut und mit langen Haaren versehen, während diese am Körperrücken deutlich kürzer ausfielen. Allerdings bestand das Fell der Bauchseite wiederum aus längeren Haaren. Die Ohren sind nicht nachgezeichnet, hier kann vermutet werden, dass diese klein waren und im Fell verborgen lagen.
Das Gebiss der Hyaenodonta ähnelt dem der Raubtiere. Ein markanter Unterschied stellt aber die Lage der Brechschere dar, die bei den Hyaenodonta deutlich weiter hinten im Gebiss lag und sich auf den zweiten Molar im Ober- und dritten Molar im Unterkiefer verteilte. Der Bau der Molaren mit den spitzen Zahnschmelzhöckerchen verweist auf eine tierische Ernährungsweise bei Lesmesodon, wobei wohl teilweise auch Wirbellose verzehrt wurden. Die Vermutung einer verstärkt insektenfressenden Ernährung stützen auch Untersuchungen an den Zähnen aus dem Jahr 2021. Sie erbrachten vergleichsweise kurze Schneidkanten an den Mahlzähnen, was Lesmesodon von typisch fleischfressenden Raubtieren mit langen Schneidkanten unterscheidet. Ein Skelett eines Jungtiers von nur 25 cm Länge enthielt Knochen- und Zahnreste eines Leguans als Nahrungsreste. Allerdings zeigt das Skelett des Hyaenodonten selbst stark gebrochene Rippen und eine Lage der Gliedmaßen um den Körper gedreht, sodass es als ausgespieener Nahrungsrest einer Würgeschlange, eventuell von Palaeopython, gedeutet wird, womit das Tier selbst Opfer eines Beutegreifers geworden war.
In der Fortbewegung war Lesmesodon eher generalisiert und an den Boden angepasst, wofür einige postcraniale Merkmale sprechen. So verweist das eher gerundete Schulterblatt auf eine wenig schnellläufige Bewegung hin. Das nach vorn gerichtete obere Gelenk der Elle ist zwar typisch für einige Baumbewohner, aber auch für Sohlengänger, ebenfalls kann dadurch eine teils grabende Lebensweise angenommen werden. Für eine plantigrade Laufweise spricht auch der Bau der Vorder- und Hinterfüße mit ihren gegenüber den Innenstrahlen (I) größeren Außenstrahlen (V). Andere Charakteristika wie zum Beispiel am Oberarmknochen widersprechen einer kletternden Lebensweise. Auch war der Schwanz zwar relativ lang, aber zu kurz, um als Greiforgan beim Klettern zu dienen. Allerdings geben die vordersten Schwanzwirbel mit ihren markanten Dorn- und Querfortsätzen eine kräftige Muskulatur an, so dass der Schwanz beim Laufen wohl zum Erhalt der Balance eingesetzt wurde.

## Systematik
Lesmesodon ist eine Gattung aus der ausgestorbenen Unterfamilie der Provoverrinae, die wiederum einen Teil der ebenfalls erloschenen Ordnung der Hyaenodonta bilden. Ursprünglich wurden die Mitglieder der Hyaenodonta innerhalb der Creodonta geführt, die häufig etwas irreführend im Deutschen auch die Bezeichnung „Urraubtiere“ trugen. Die Creodonta galten als die Schwestergruppe der heutigen Raubtiere (Carnivora) innerhalb der übergeordneten Gruppe der Ferae und bestanden über einen langen Zeitraum vom Paläozän vor mehr als 56 Millionen Jahren bis in das Mittlere Miozän vor etwa 11 Millionen Jahren. Von den Raubtieren unterscheiden sich die Creodonta durch eine weiter hinten im Maul gelegene Brechschere (meist Molaren 1 bis 3), die zudem mehr Zähne einbezog, und deutlich kürzere Gliedmaßen. Allerdings erwiesen sich die Creodonta als nicht monophyletisch und wurden daher in die Gruppe der Hyaenodonta und der Oxyaenodonta aufgeteilt. Die Proviverrinae gelten als eher urtümliche Vertreter der Hyaenodonta und repräsentieren gemeinsam mit den Limnocyoninae wohl die Schwestergruppe zu allen anderen Mitgliedern der Gruppe (manchmal werden die Provoverrinae auch innerhalb eines eigenen übergeordneten Taxons, den Proviverroidea, geführt). Eine neuere Studie aus dem Jahr 2019 sieht die Proviverrinae dagegen in einem engeren Verwandtschaftsverhältnis zu den Hyaenodontidae.  Zu nahe verwandten Gattungen zählt etwa Proviverra aus der etwa gleich alten Fundstelle Geiseltal in Sachsen-Anhalt, dieses erreichte aber eine deutlich größere Körperform.
Es sind heute drei Arten anerkannt:
- L. behnkeae Morlo & Habersetzer, 1999
- L. edingeri Springhorn, 1982
- L. gunnelli Solé, Morlo, Schaal & Lehmann, 2021

Dabei ist L. behnkeae deutlich größer als L. edingeri, letztere bildet gleichzeitig die Typusart. Beide Vertreter wurden in der Grube Messel belegt. L. gunnelli repräsentiert die älteste bekannte Form, war sehr klein und liegt mit Fundresten aus Frankreich vor.
Die Erstbeschreibung von Lesmesodon erfolgte im Jahr 1999 durch Michael Morlo & Jörg Habersetzer anhand eines vollständigen Skelettes eines juvenilen Tieres aus Messel. In die Gattung wurden aber auch weitere Skelettfunde einbezogen, von denen eines bereits 1974 entdeckt und 1982 als zu Proviverra gehörig beschrieben worden war. Ein weiteres kam im darauffolgenden Jahr zum Vorschein und erhielt ebenfalls eine Zuweisung zu Proviverra. Der Holotyp der Typusart (Exemplarnummer IRScNB I.G. 26533) umfasst einen Schädelabdruck mit der Bezahnung und Teilen des Körperskelettes. Er wird heute in Brüssel aufbewahrt. Der Gattungsname Lesmesodon setzt sich aus dem Begriff „Lesmes“, ein Anagramm für „Messel“, und der griechischen Bezeichnung für „Zahn“ (ὀδούς odoús) zusammen.